# Louisville Open 1973
Il Louisville Open 1973 è stato un torneo di tennis giocato sulla terra verde. È stata la 4ª edizione del torneo, che fa parte del Commercial Union Assurance Grand Prix 1973. Si è giocato a Louisville negli Stati Uniti dal 30 luglio al 5 agosto 1973.

## Campioni

### Singolare maschile
Manuel Orantes ha battuto in finale  John Newcombe con il punteggio di 3–6, 6–3, 6–4

### Doppio maschile
Manuel Orantes /  Ion Țiriac hanno battuto in finale  Clark Graebner /  John Newcombe con il punteggio di 0–6, 6–4, 6–3